# Grader inom SS
Grader inom SS visar den hierarkiska ordningen inom det nazityska paramilitära SS. De var ursprungligen samma som graderna inom SA. Med tiden utformade SS dock egna grader. Till skillnad från graderna i Waffen-SS var graderna inom Allgemeine-SS inte militära grader.

## Befordringar
Befordringar inom SS:s tjänstehierarki ägde huvudsakligen rum på något av följande datum:
- 30 januari – minnesdagen för maktövertagandet 1933
- 20 april – Adolf Hitlers födelsedag
- 9 november – minnesdagen för Ölkällarkuppen

## Grader
| Grad                   | Kragspeglar | Anmärkningar                                                                                                  |
| Reichsführer-SS        |             | Unik grad för Heinrich Himmler, chef för SS.                                                                  |
| SS-Oberstgruppenführer |             | Graden infördes 1942. Inom Waffen-SS benämndes graden SS-Oberst-Gruppenführer und Generaloberst der Waffen-SS |
| SS-Obergruppenführer   |             | Inom Waffen-SS benämndes graden SS-Obergruppenführer und General der Waffen-SS                                |
| SS-Gruppenführer       |             | Inom Waffen-SS benämndes graden SS-Gruppenführer und Generalleutnant der Waffen-SS                            |
| SS-Brigadeführer       |             | Inom Waffen-SS benämndes graden SS-Brigadeführer und Generalmajor der Waffen-SS                               |
| SS-Oberführer          |             | |
| SS-Standartenführer    |             | |
| SS-Obersturmbannführer |             | |
| SS-Sturmbannführer     |             | |
| SS-Hauptsturmführer    |             | |
| SS-Obersturmführer     |             | |
| SS-Untersturmführer    |             | |
| SS-Sturmscharführer    |             | Endast inom Waffen-SS.                                                                                        |
| SS-Hauptscharführer    |             | |
| SS-Oberscharführer     |             | |
| SS-Scharführer         |             | |
| SS-Unterscharführer    |             | |
| SS-Rottenführer        |             | |
| SS-Sturmmann           |             | |
| SS-Mann                |             | Inom Waffen-SS benämndes graden SS-Schütze.                                                                   |
| SS-Anwärter            |             | |
| SS-Bewerber            |             | Graden existerade 1942–1945.                                                                                  |